# عضلة قذالية جبهية
العَضَلَةُ القَذالِيَّةُ الجَبْهِيَّة بالإنجليزية: Occipitofrontalis muscle أو عضلة الفروة هي عضلة تغطي أجزاء من الجمجمة. تتكون من جزئين أو بطنين: البَطْنُ الجَبْهِيُّ للعَضَلَةِ القَذالِيَّةِ الجَبْهِيَّة بالقرب من العظم الجبهي والبَطْنُ القَذالِيُّ للعَضَلَةِ القَذالِيَّةِ الجَبْهِيَّة بالقرب من العظم القذالي.
تلعب العضلة دور فقط في تعبيرات الوجه.
تعتبر بعض المصادر أن كلاً من جزئي العضلة عضلة مستقلة بذاتها. مع ذلك، تصنفها المصطلحات التشريحية كعضلة واحدة، وأيضاً تضم العَضَلَةُ الصُّدْغِيَّةُ الجِدارِيَّة كجزء من العضلة.
تستقبل العضلة إمدادها الدموي من عدة شرايين. يستقبل البطن الجبهي من الشريانين فوق البكرة وفوق الحجاج. أما البطن القذالي فيستقبل إمداده الدموي من الشريان القذالي. تعصَُب العضلة يأتي من العصب الجبهي.

## المسار
ينشأ الجزء الجبهي للعضلة من الخط القفوي الأعلى ومن النتوء الخشائي للعظم الصدغي.

## وظيفة العضلة
يقوم البطن الجبهي بسحب فروة الرأس إلى الوراء بمساعدة البطن القذالي، مما يؤدي إلى رقع الحاجبين وتجعد الجبهة.